# 52 km (obwód leningradzki)
52 km (ros. 52 км) – przystanek kolejowy w pobliżu osiedla dacz, w rejonie kiriskim, w obwodzie leningradzkim, w Rosji. Położony jest na linii Mga – Budogoszcz, w oddaleniu od stałych osad ludzkich. Najbliższą miejscowością jest Posadnikow Ostrow.

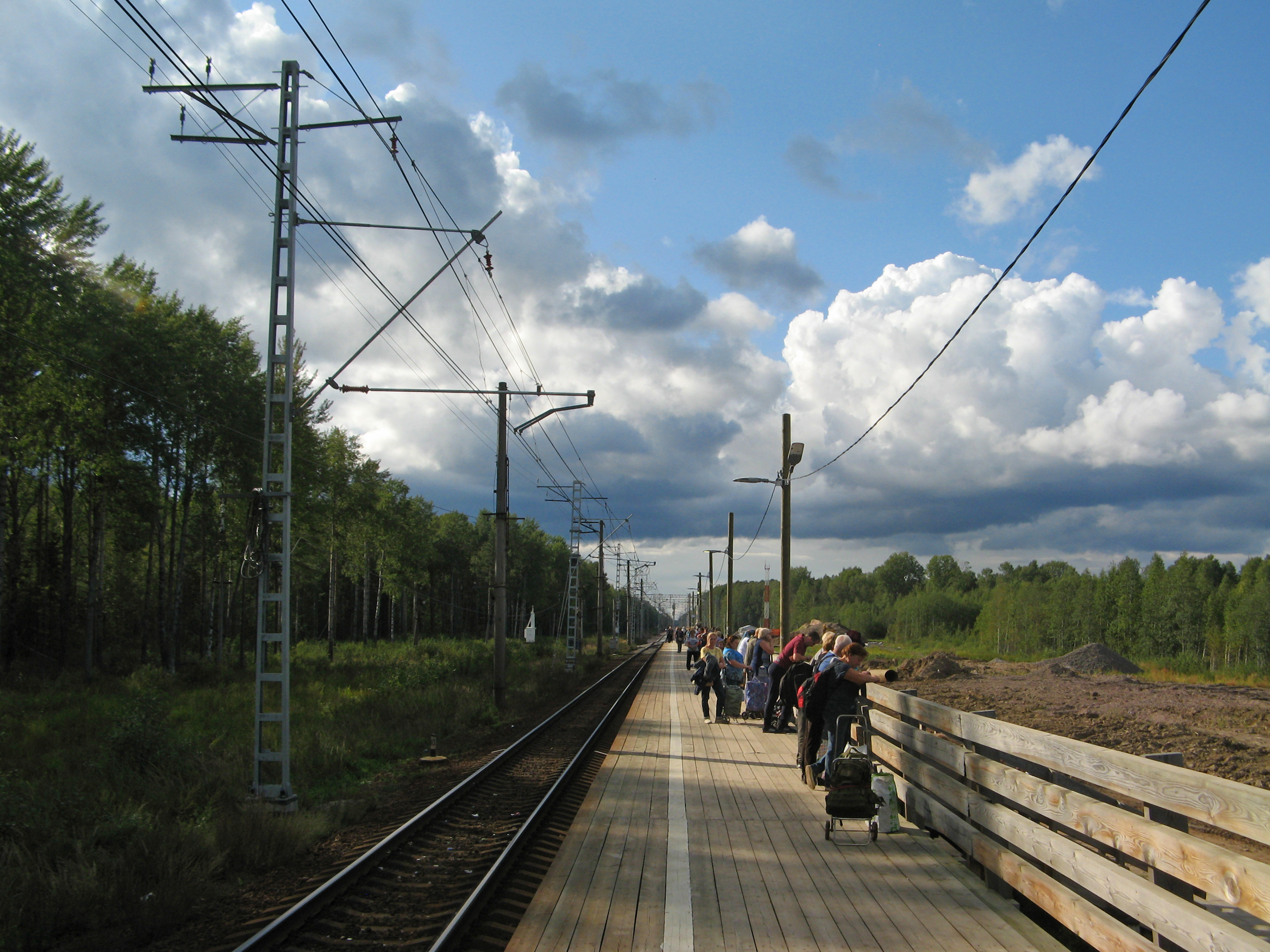
widok w stronę Budogoszczy
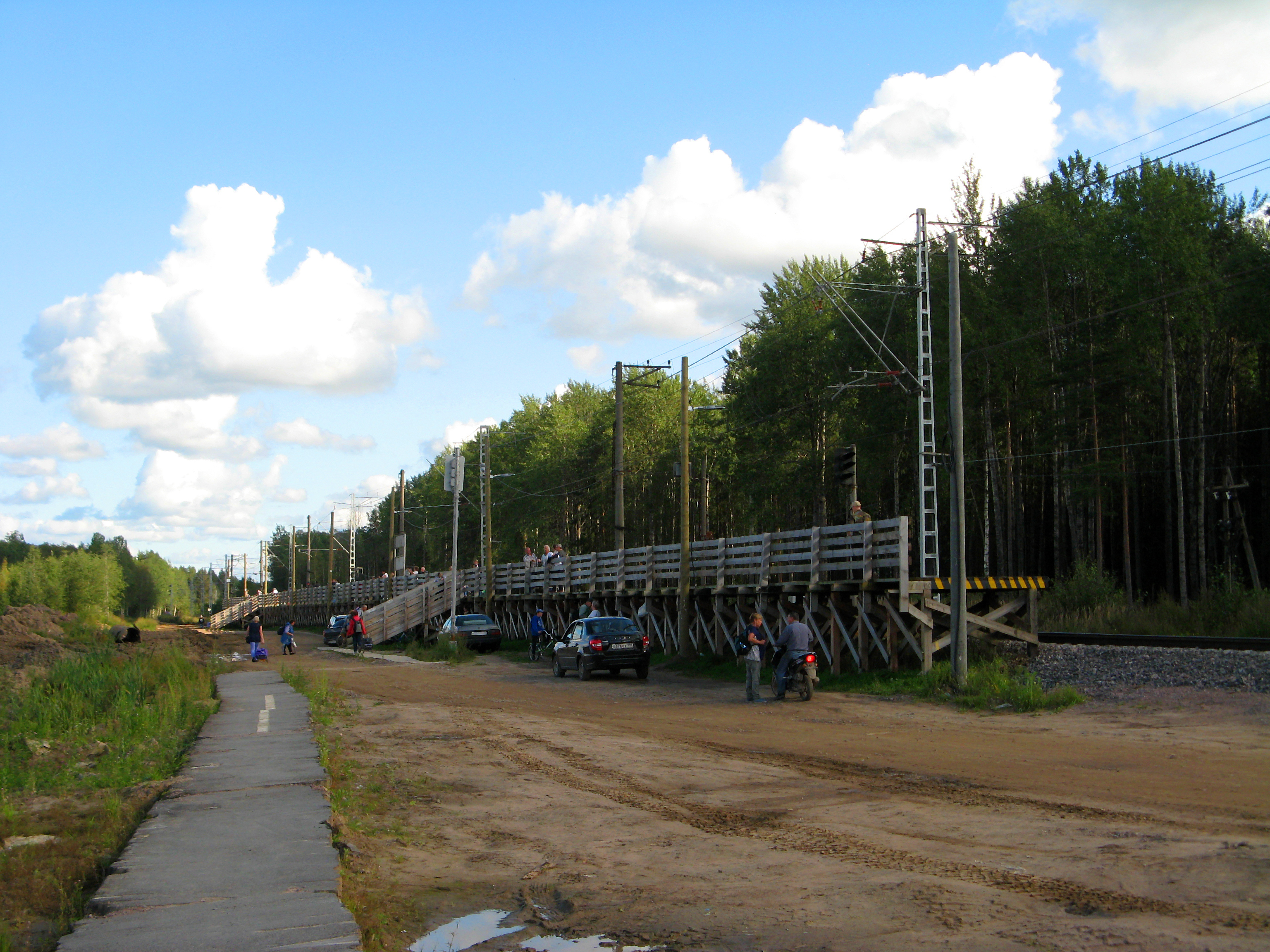